# Nevcehle
Nevcehle (německy Newzechle) je obec v okrese Jihlava v Kraji Vysočina. Žije zde 220 obyvatel.

## Název
Název se vyvíjel od varianty Nebzyhen (1355), Newtyel (1390), Netěhly (1411), Newtiehle (1447), Newczehle (1480, 1678), Newcžehle (1718), Neuczehle (1751), Newzehle (1846), Newzehle a Nevcehle (1872) až k podobě Nevcehle v letech 1881 a 1924). Místní jméno pochází z německého slova Neuziehen a znamenalo místo, kam se někdo nově přistěhoval. Název byl vytvořen jihlavskými horníky ve 13. století, kteří zde zakládali nové štoly a podnikali.

## Historie
První písemná zmínka o obci pochází z roku 1355 (Nebczyhen). V roce 1530 vesnici koupilo město Jihlava.
Sbor dobrovolných hasičů vznikl v roce 1892. V roce 2012 měl přes 90 členů.

## Přírodní poměry
Nachází se osm kilometrů jihozápadně od Stonařova, 3,5 kilometru západně od Nepomuk, osm kilometrů severovýchodně od Telče a jedenáct kilometrů jihovýchodně od Třeště. Geomorfologicky je oblast součástí Česko-moravské subprovincie, konkrétně Křižanovské vrchoviny a jejího podcelku Brtnická vrchovina, v jehož rámci spadá pod geomorfologický okrsek Puklická pahorkatina. Průměrná nadmořská výška činí 586 metrů. Nejvyšší bod, Díly (661 metrů), leží jihovýchodně od obce. Severní částí katastru protéká pavlovský přítok Moravské Dyje, obcí protéká Nevcehelský potok, který se zleva jihozápadně od vsi vlévá do Moravské Dyje a jižní hranice katastru tvoří potok Řečice.

## Obyvatelstvo
Podle sčítání 1930 zde žilo v 73 domech 368 obyvatel. 366 obyvatel se hlásilo k československé národnosti a 2 k německé. Žilo zde 348 římských katolíků, 2 evangelíci a 18 příslušníků Církve československé husitské.
| Rok            | 1869 | 1880 | 1890 | 1900 | 1910 | 1921 | 1930 | 1950 | 1961 | 1970 | 1980 | 1991 | 2001 | 2011 | 2021 |
| -------------- | ---- | ---- | ---- | ---- | ---- | ---- | ---- | ---- | ---- | ---- | ---- | ---- | ---- | ---- | ---- |
| Počet obyvatel | 335  | 364  | 377  | 360  | 374  | 374  | 368  | 326  | 301  | 282  | 265  | 259  | 248  | 221  | 225  |
| Počet domů     | 53   | 53   | 55   | 54   | 65   | 68   | 73   | 79   | 74   | 72   | 72   | 79   | 77   | 88   | 89   |

## Obecní správa a politika
Obec má sedmičlenné zastupitelstvo, v jehož čele stojí starosta Karel Hirš.
Obec je členem mikroregionů Telčsko a Sdružení pro likvidaci komunálního odpadu Borek a místní akční skupiny Mikroregionu Telčsko.
| Období    | Voliči | Účast v % | Mandáty | Starosta    |
| --------- | ------ | --------- | ------- | ----------- |
| 2006–2010 | 196    | 51,53     | 7       | Luboš Pelej |
| 2010–2014 | 195    | 56,92     | 7       | Luboš Pelej |
| 2014–2018 | 190    | 54,74     | 7       | Karel Hirš  |

### Obecní symboly
Znak a vlajka byly obci uděleny rozhodnutím předsedy Poslanecké sněmovny Parlamentu České republiky dne 4. dubna 2019.

## Hospodářství a doprava
V obci sídlí firmy Zemědělské družstvo Sedlejov, HUNSGAS s.r.o. a obchod firmy LAPEK, a.s.. Obcí prochází silnice II. třídy č. 403 z Urbanova do Pavlova a komunikace III. třídy č. 4037 do Nepomuk. Dopravní obslužnost zajišťují dopravci ICOM transport a Radek Čech - Autobusová doprava. Autobusy jezdí ve směrech Jihlava, Dačice, Bítov, Telč, Stará Říše a Zadní Vydří.

## Školství, kultura a sport
Sídlí zde Mateřská škola Nevcehle, která má kapacitu 25 dětí. Místní děti navštěvují Základní školu Urbanov, která má dvě třídy pro 1.–5. ročník a ve školním roce 2013/2014 ji navštěvovalo 13 žáků. Druhý stupeň absolvují v Telči. Působí zde Sbor dobrovolných hasičů.

## Pamětihodnosti
- Boží muka u lesa, směrem na Urbanov
- Boží muka na návsi
- Kříž, směrem na Pavlov